# 卡斯特雷
卡斯特雷是爱沙尼亚塔尔图县的一个乡村型市镇。行政中心为库雷帕卢。市镇面积为493平方公里，2021年时人口数量为5,477人。

## 行政管理
2017年爱沙尼亚行政改革后，原哈斯拉瓦市镇、邁克薩市镇、文努市镇以及梅克西市镇的两个村庄合并成新的卡斯特雷市镇。
新的市镇包括2个小镇和49个村庄。